# Lisil oxidasa
La lisil-oxidasa (LOX) es una quinoenzima que contiene cobre y lisil-tirosil-quinona como cofactor. Los niveles de LOX aumentan en muchas enfermedades fibroticas y en algunos tumores promoviendo metástasis, mientras que la expresión de la enzima está disminuida en enfermedades que involucran un deterioro en el metabolismo del cobre.  [Síndrome de Menkes]
Esta enzima funcionan en la formación de enlaces covalentes que fortalecen la formación del colágeno.